# Emilie Flöge
Emilie Louise Flöge (Vienna, 30 agosto 1874 – Vienna, 26 maggio 1952) è stata una stilista austriaca.

## Biografia
Quarta figlia del tornitore Hermann Flöge, Emilie crebbe con le due sorelle Pauline ed Helene e il fratello Hermann. Iniziò a lavorare come sarta da giovanissima, raggiungendo alti livelli di fantasia e originalità che la portarono ad affermarsi nel panorama dell'altra moda austriaca degli inizi del XX secolo. Nel 1895 cominciò a lavorare alla scuola di cucito aperta dalla sorella Pauline e nel 1899 le due sorelle Flöge vinsero un concorso con il quale si aggiudicarono la commissione di un abito di batista.
Imprenditrice accorta, nel 1904 si affermò con la sorella Helene dopo aver aperto una boutique di alta moda, chiamata Schwestern Flöge, situata nella Mariahilfer Strasse, una delle vie più prestigiose di Vienna. Il negozio, progettato da Josef Hoffmann, attrasse una clientela altolocata grazie alle creazione di Emilie ed Helene, che creavano abiti nello stile della Wiener Werkstätte. Lo stesso Gustav Klimt ideò alcune delle creazioni realizzate dalle sorelle Flöge.
Grazie a diversi viaggi a Londra e Parigi la Flöge entrò in contatto con le creazioni di Coco Chanel e Christian Dior, che ripropose con variazioni originali per la sua clientela viennese. La boutique Flöge fu una dei principali fari della moda nella capitale austriaca nei primi tre decenni del Novecento, ma dopo l'Anschluss perse i suoi maggiori clienti e fu costretta a chiudere. Emilie Flöge continuò a lavorare privatamente ancora per diversi anni dal suo appartamento all'ultimo piano del numero 39 di Ungargasse Strasse.

### Il rapporto con Gustav Klimt
Nonostante i successi professionali, la fama di Emilie Flöge è legata soprattutto al suo rapporto con Gustav Klimt, di cui fu compagna per tutta la vita e che la ritrasse in diverse occasioni. Nel 1891 la sorella Helene sposò Ernst Klimt, fratello di Gustav, che morì poco dopo, nel dicembre 1892. Gustav Klimt fu quindi nominato esecutore testamentario del fratello, diventando così un ospite regolare per la famiglia Flöge, con cui passava anche le estati sulle rive dell'Attersee. La relazione tra Gustav ed Emilie ebbe inizio in quel periodo, anche se il loro rapporto - almeno da parte di Klimt - non fu mai esclusivo, dato che il pittore intratteneva numerose altre relazioni, occasionali o durature, anche con altre donne.
Nonostante ciò, Emilie fu la donna più importante nella vita di Klimt, tanto che la volle accanto a sé sul suo letto di morte: pare che le ultime parole del pittore siano state proprio «Portatemi Emilie». Emilie Flöge fu la modella di Klimt in numerose occasioni, venendo immortalata anche in un dipinto a olio del 1902 che porta il suo nome. Diversi critici affermano che sia Flöge la donna inginocchiata ne Il bacio.

## Le creazioni del Salon Schwestern Flöge
Gli abiti creati dalla boutique Flöge segnarono il gusto dell'alta moda viennese, ma sfortunatamente alla fine della II Guerra Mondiale un devastante incendio distrusse l'edificio in cui Emilie viveva, comprese le sue collezioni e gli oggetti di valore appartenuti a Klimt.

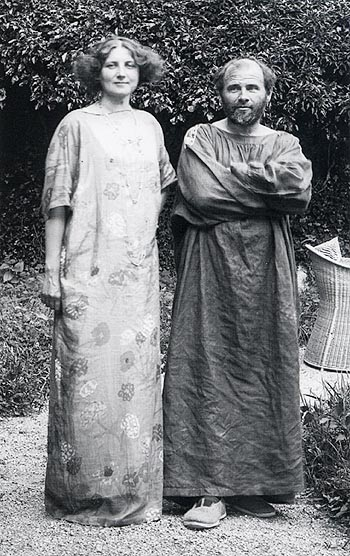
Abiti indossati da Emilie e Gustav, design di Emilie Flöge, circa 1900/1905.
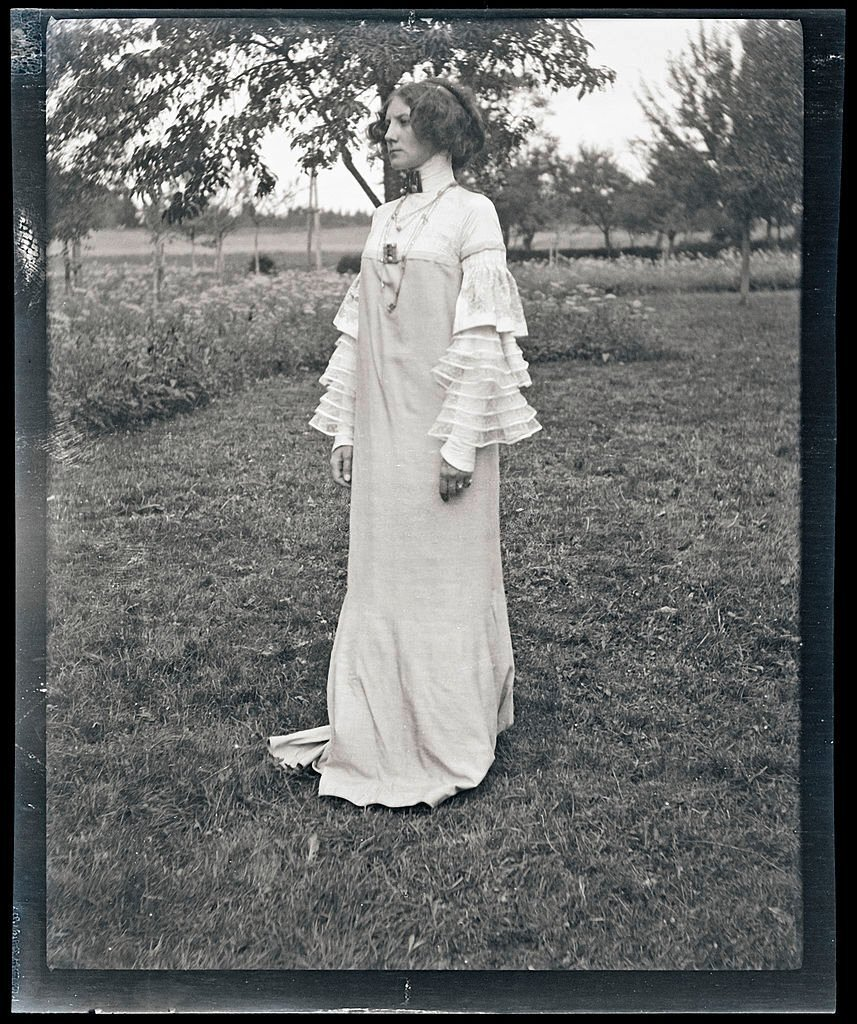
Emilie Flöge in abito da cerimonia (abito pendente n.IV: gonna grigio-bianca con strascico, top in pezzo bianco chiaro, carré, gorgiera e maniche con balze trasparenti nella parte inferiore. Vista di tre quarti), dalla serie dei dieci "abiti pendenti" disegnati da Klimt e Flöge. Fotografia di Klimt, estate 1906, lago Attersee.
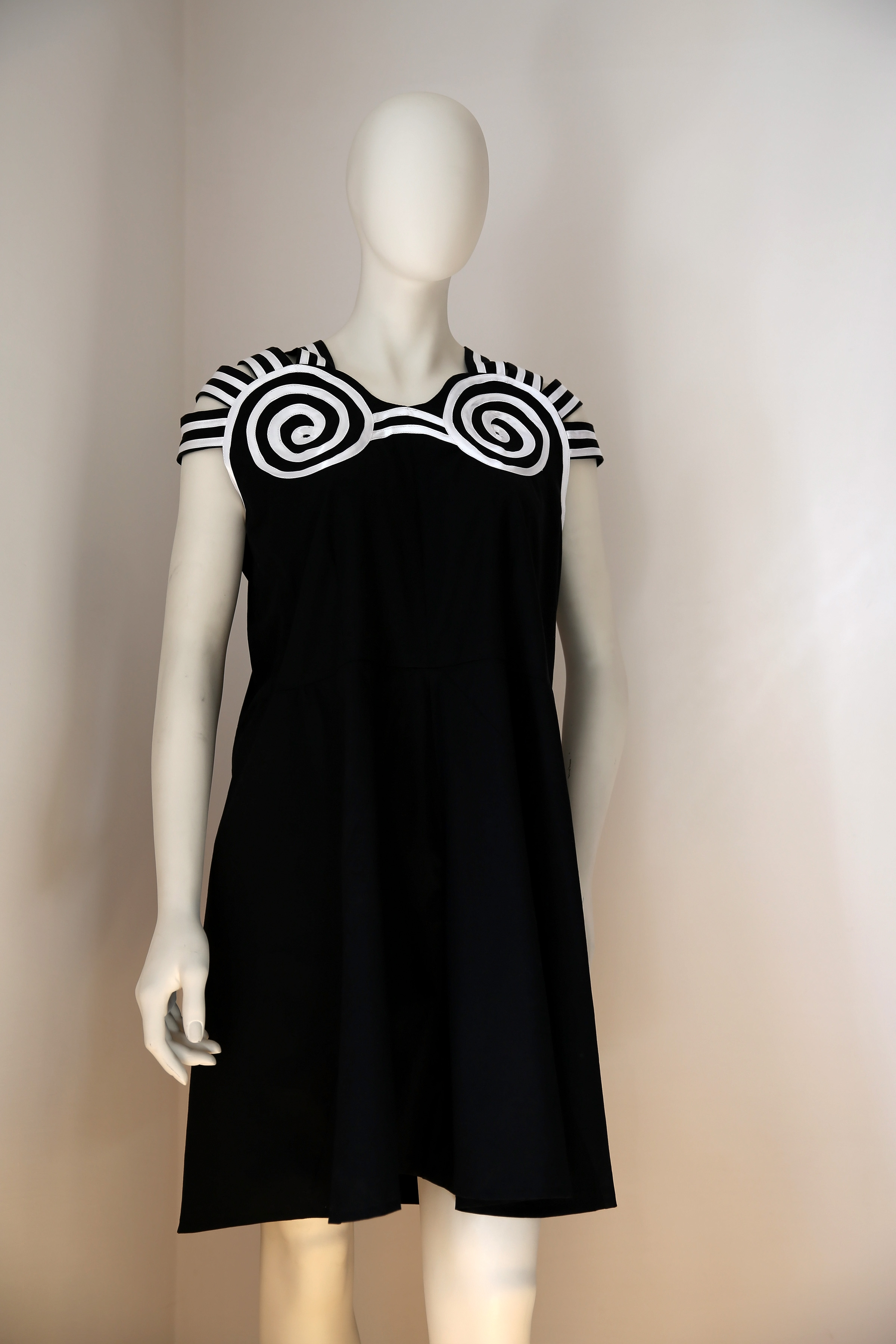
Costume da bagno, design del Salon Schwestern Flöge (c. 1910). Esposto a Villa Klimt, l'ultima residenza di Gustav Klimt in cui vissero tra il 1911 e il 1918.